# 学校法人清光学園 (愛知県)
学校法人清光学園（がっこうほうじん せいこうがくえん）は、愛知県岡崎市に本部を置く学校法人である。現在、1大学・1短期大学部・3幼稚園・１幼保連携型認定こども園を擁する。

## 沿革
清光学園の創立者であり、岡崎女子短期大学初代理事長の本多由三郎は1896年（明治29年）3月9日、愛知県碧海郡桜井村古井（現・安城市古井町）に生まれた。中央大学中退後『新愛知新聞』に入社。新聞記者のかたわら、1924年（大正13年）岡崎市亀井町の一乗寺裏で僧侶安間公観が営んでいた託児所を幼稚園として認可を受けることに協力。1926年（大正15年）4月1日、嫩（ふたば）幼稚園が創立される。1928年（昭和3年）4月1日、同市八帖町向田91番地に移転。しかし安間のあとを譲り受けた山本五市が事業に失敗して死去。借金の肩代わりをしていた本多は経営を引き受けることになる。新聞社を退社して本拠を岡崎市に移し、1933年（昭和8年）4月、正式に嫩幼稚園の園長となった。
1945年（昭和20年）7月20日未明の岡崎空襲により園舎は半壊。終戦後、本多は民主主義の気運に促され、1946年（昭和21年）4月の第22回衆議院議員総選挙と1947年4月の第23回衆議院議員総選挙に立候補するがいずれも落選した。1951年（昭和26年）6月、1,200万円を投じ嫩幼稚園を現在地の魚町1丁目に新築移転した。さらに私財を寄附して学校法人設立を企図。1954年（昭和29年）7月12日、学校法人清光学園は認可された。「清光」とは新聞記者時代童話を志した本多の雅号であった。

### 中町の土地を購入
1959年（昭和34年）4月、本多は岡崎市長選挙に「石原清光」の名で立候補するも落選。同年、岡崎市中町の「灯台山」と称された高燥地約2,100m2を購入。1960年（昭和35年）10月には日本私立幼稚園連合会（現・全日本私立幼稚園連合会）の代表として欧米10ヶ国を視察。スイスの幼稚園をモデルに新しい幼稚園の創設を計画し、1961年（昭和36年）に工事に着工した。巨大な岩石の累積からなる灯台山の整地作業は難航を極めたが、1962年（昭和37年）3月1日、中町1丁目8番地に早蕨幼稚園（現・第一早蕨幼稚園）を創立した。
本多は幼児教育者育成を念じ短期大学創設を決意。早蕨幼稚園に隣接する土地の所有者6人と折衝し、1964年（昭和39年）7月1日、4,986m2の敷地を購入した。
1965年（昭和40年）4月1日、同地に岡崎女子短期大学開学。初代学長にはお茶の水女子大学名誉教授の石川謙が就任した。
1973年（昭和48年）4月1日、同地に第二早蕨幼稚園を創立。第二早蕨幼稚園は同年10月15日に洞町八王子の現在地に移転新築。
2004年（平成16年）3月15日、大学グラウンド隣接地の欠町字狐ヶ入21番地に第一早蕨幼稚園の新園舎が竣工。
2012年（平成24年）11月8日、岡崎女子大学の設立認可が下り、2013年（平成25年）4月1日に開学した。

## 設置教育機関
- 岡崎女子短期大学
- 岡崎女子大学
- 岡崎女子短期大学付属嫩幼稚園
- 岡崎女子短期大学付属第一早蕨幼稚園
- 岡崎女子短期大学付属第二早蕨幼稚園
- 幼保連携型認定こども園たかねこども園

## ギャラリー
- 岡崎女子大学／岡崎女子短期大学
- 嫩（ふたば）幼稚園
- 第一早蕨幼稚園
- 第二早蕨幼稚園